# Ash Ra Tempel (album)
Ash Ra Tempel è il primo album degli Ash Ra Tempel, pubblicato nel 1971 da Ohr in formato LP e MC.

## Il disco
Il disco, registrato in studio nel marzo del 1971, fu pubblicato a giugno dalla Ohr.
La riedizione più recente è quella del 2011 della MG Art.

## Tracce

### LP (1971, Ohr, OMM 56 013)
Lato A
Testi e musiche di Ash Ra Tempel.
1. Amboss – 19:40

Durata totale: 19:40
Lato B
Testi e musiche di Ash Ra Tempel.
1. Traummaschine – 25:24

Durata totale: 25:24

## Formazione
- Manuel Göttsching : chitarre, voce ed elettronica.
- Hartmut Enke: basso
- Klaus Schulze : batteria e percussioni